# Godinje
Godinje (en serbe cyrillique : Годиње) est un village du sud du Monténégro, dans la municipalité de Bar.

## Démographie

### Évolution historique de la population
| 1948 | 1953 | 1961 | 1971 | 1981 | 1991 | 2003 |
| ---- | ---- | ---- | ---- | ---- | ---- | ---- |
| 371  | 335  | 236  | 225  | 79   | 41   | 60   |